# چزاره گراوینا
چزاره گراوینا (ایتالیایی: Cesare Gravina؛ ۲۳ ژانویهٔ ۱۸۵۸ – ۱۶ سپتامبر ۱۹۵۴) هنرپیشه فیلم‌های صامت اهل کشور ایتالیا و ساکن کشور ایالات متحده آمریکا بود.

## گزیده فیلمشناسی
از فیلم‌ها یا برنامه‌های تلویزیونی که وی در آن نقش داشته‌است می‌توان به آثار زیر اشاره کرد.
- مادام باترفلای (فیلم ۱۹۱۵) (۱۹۱۵)
- تاوان (فیلم ۱۹۲۰) (۱۹۲۰)
- همسران احمق (۱۹۲۲)
- گوژپشت نتردام (فیلم ۱۹۲۳) (۱۹۲۳)
- راز خانوادگی (فیلم ۱۹۲۴) (۱۹۲۴)
- طمع (۱۹۲۴)
- شبح اپرا (فیلم ۱۹۲۵) (۱۹۲۵)
- مونت‌کارلو (فیلم ۱۹۲۶) (۱۹۲۶)
- زن الهی (۱۹۲۸)
- مردی که می‌خندد (فیلم ۱۹۲۸) (۱۹۲۸)